# Friedrich Franz Salzer
Friedrich Franz Salzer (* 30. September 1827 in Bierthälm; † 30. November 1890 in Wien) war ein siebenbürgischer Arzt, Chirurg und Leiter des Rettungswesens der österreichischen Staatsbahnen.

## Leben
Friedrich Franz Salzer gehörte zur siebenbürgischen Familie Salzer, aus der in verschiedenen Generationen vier Ärzte hervorgingen, die in der zweiten Hälfte des 19. und im 20. Jahrhundert in Wien wirkten. Friedrich Franz Salzer wurde in Bierthälm geboren und besuchte bis 1847 das Gymnasium in Salzburg. Anschließend studierte er bis 1852/53 Medizin in Wien und wurde hier Doktor der Medizin und Chirurgie sowie Magister der Geburtshilfe. Bis 1859 arbeitete er bei Franz Schuh als Operationszögling und dann Assistent. In seiner Habilitationsschrift beschäftigte er sich mit der Trigeminusneuralgie. Nach der Habilitation wurde Salzer Dozent für chirurgische Operationslehre. Er war einer der ersten, der auf seinen Abteilungen die Prinzipien der Antisepsis und Asepsis konsequent anwendete und so in der Lage war, Operationen von Bauchtumoren durchzuführen. Er führte einige hundert Laparotomien durch und operierte die damals häufige Blasenscheidenfistel. Im Jahr 1859 wurde Salzer Leiter der chirurgischen Abteilung des St.-Anna-Kinderspitals und des Rudolfspitals in Wien. 1868 wurde er Vorstand der II. chirurgisch-gynäkologischen Abteilung im Wiener Allgemeinen Krankenhaus. Hier wurde er 1875 zum außerordentlichen Professor ernannt. Ab 1882 leitete er das Rettungswesen der österreichischen Staatsbahnen. Er publizierte in der „Wiener allgemeinen medizinischen Zeitung“ sowie in der „Zeitschrift der k. k. Gsellschaft der Ärzte in Wien.“ 
Salzer starb am 30. November 1890 in Wien. Er hinterließ zwei Söhne. Friedrich Adalbert Salzer wurde am 12. oder 13. Mai 1858 in Wien geboren. Er studierte Medizin in Heidelberg, Berlin und Wien und arbeitete ab 1882 in Wien als Chirurg an der Klinik von Theodor Billroth. Auch der jüngere Bruder, Johannes Salzer, der am 22. August 1871 in Wien geboren wurde, studierte Medizin und auch er wurde 1897 Assistent an der Billrothschen Klinik.

## Publikationen
- Unterbindung der Carotis Communis, in: Wiener allgemeine medizinische Zeitung 1, Wien 1856.
- Amputation der weiblichen Brust wegen Carcinom mittelst Galvanocaustik, in: Wiener allgemeine medizinische Zeitung 3, 1858.
- Ueber eine eigenthümliche Verkrümmung des Fusses und deren operativ-orthopädische Behandlung, in: Zeitschrift der k. k. Gesellschaft der Ärzte in Wien 22, Wien 1866.